# Tomás Alejo Concepción
Tomás Alejo Concepción (Villa Tapia, 15 de junio de 1963) es un obispo católico dominicano. Es actualmente Obispo de San Juan de la Maguana.

## Biografía

### Primeros años y formación
Nació el 15 de junio de 1963 en Villa Tapia, Provincia de Hermanas Mirabal , República Dominicana.
Realizó su formación primaria en la Escuela Juan Ventura Báez de La Guácima. 
Realizó su formación secundaria en varios centros educativos de Villa Tapia.
En 1982 ingresó al Seminario Menor de La Vega, realizando los dos últimos niveles del bachillerato en el Colegio Nuestra Señora de las Mercedes del Santo Cerro, para luego pasar al propedéutico.
En 1985 pasó al Seminario Pontificio Santo Tomás de Aquino, allí obtuvo la Licenciatura en Filosofía por la Pontificia Universidad Católica Madre y Maestra de Santo Domingo, y en Ciencias Religiosas por el mismo seminario.

### Sacerdocio
El 7 de agosto de 1993, fue ordenado sacerdote para la Diócesis de La Vega.
Realizó una Especialidad y Maestría en Educación y un diplomado en Gerencia Pastoral en la Universidad Católica del Cibao. 
Posee una Maestría en Misionología en la Universidad Intercontinental, Ciudad de México.
En la Diócesis de La Vega fue: 
- Director de las Obras Misionales Pontificias.
- Vicario parroquial.
- Párroco de El Buen Pastor de Salcedo (1997-2000)
- Párroco de Santísima Trinidad de La Vega (2002-2013)
- Fundador y director del Politécnico Arzobispo Juan Antonio Flores Santana.
- Delegado de la Comisión Diocesana de Liturgia.
- Vicario de administración de la diócesis.
- Párroco de Nuestra Señora de Fátima de Bonao (2013-2020)[1]

## Episcopado

### Obispo de San Juan de la Maguana

#### Nombramiento
El 7 de noviembre de 2020, el papa Francisco lo nombró 4° Obispo de San Juan de la Maguana.

#### Ordenación episcopal
Fue ordenado obispo el 16 de enero de 2021, por imposición de manos del Nuncio Apostólico en República Dominicana, Ghaleb Moussa Abdalla Bader.